# Emballonura raffrayana
Emballonura raffrayana là một loài động vật có vú trong họ Dơi bao, bộ Dơi. Loài này được Dobson mô tả năm 1878.
Loài này được tìm thấy ở miền đông Indonesia (bao gồm Tây New Guinea), Papua New Guinea và Quần đảo Solomon.